# Cloudcroft
Cloudcroft est un village situé dans le comté d’Otero, dans l’État du Nouveau-Mexique, aux États-Unis. Sa population s’élevait à 674 habitants lors du recensement de 2010, estimée à 693 habitants en 2016.

## Démographie
| Groupe            | Cloudcroft | Nouveau-Mexique | États-Unis |
| ----------------- | ---------- | --------------- | ---------- |
| Blancs            | 93,0       | 68,4            | 72,4       |
| Métis             | 3,4        | 3,8             | 2,9        |
| Autres            | 1,6        | 15,2            | 6,4        |
| Amérindiens       | 1,5        | 9,4             | 0,9        |
| Asiatiques        | 0,3        | 1,4             | 4,8        |
| Afro-Américains   | 0,2        | 2,1             | 12,6       |
| Total             | 100        | 100             | 100        |
|                   |            |                 |            |
| Latino-Américains | 8,9        | 46,3            | 16,7       |

Selon l'American Community Survey, pour la période 2011-2015, 90,66 % de la population âgée de plus de 5 ans déclare parler l'anglais à la maison, 7,98 % l'espagnol et 1,36 % une autre langue.

## Source
- (en) Cet article est partiellement ou en totalité issu de l’article de Wikipédia en anglais intitulé « Cloudcroft, New Mexico » (voir la liste des auteurs).

1. ↑  (en) « Population of Cloudcroft, NM - Census 2010 and 2000 », sur censusviewer.com (consulté le 4 mars 2016).
2. ↑  (en) « Population of New Mexico - Census 2010 and 2000 », sur censusviewer.com (consulté le 28 mai 2017).
3. ↑  (en) « American FactFinder - Results », sur factfinder.census.gov.